# Brepolsarrest
Het Brepolsarrest is een mijlpaalarrest dat door het Belgische Hof van Cassatie werd gewezen in 6 juni 1961. Het Hof ontwikkelde wat de Brepolsleer ging heten, of nog het recht op belastingontwijking. Het is een fiscale doctrine volgens welke het de belastingplichtige vrij staat om de minst belaste weg te kiezen, zolang dit gebeurt zonder dat er sprake is van simulatie. Korter gezegd: belastingontwijking is toegestaan, maar zodra er sprake is van simulatie, komt men in het vaarwater van belastingontduiking. In hetzelfde arrest verwierp het Hof de leer van de wetsontduiking.
Door de invoering van verschillende antimisbruikbepalingen (in de inkomstenbelasting, btw, successierechten ...) is de doctrine uit het Brepolsarrest evenwel de facto uitgehold.

## Simulatie
Of er sprake is van simulatie, moet in concreto worden beoordeeld. 
In België is men onderworpen aan de personenbelasting op basis van het rijksinwonersschap. Hierbij kijkt men naar waar de persoon in kwestie feitelijk woont. Indien een persoon feitelijk woont op Belgisch grondgebied, maar elders zijn juridische woonplaats heeft (waar de belastingdruk bijvoorbeeld aanzienlijk lager is), dan is er sprake van simulatie en zal de inschrijving van de woonplaats van de persoon in het buitenland geen beletsel vormen voor de fiscus om alsnog de persoon aan de Belgische personenbelasting te onderwerpen.